# Pițigoi cu burtă albă
Pițigoiul cu burtă albă (Melaniparus albiventris) este o specie de pasăre din familia pițigoilor Paridae. Se găsește în  Camerun, Kenya, Nigeria, Sudanul de Sud, Tanzania și Uganda. Habitatele sale naturale sunt pădurile uscate subtropicale sau tropicale și pădurile montane umede subtropicale sau tropicale.
Pitigoiul cu obraji galbeni a fost anterior una dintre numeroasele specii din genul Parus, dar a fost mutat în genul Machlolophus după ce o analiză filogenetică moleculară publicată în 2013 a arătat că membrii noului gen au format o cladă distinctă.

## Galerie

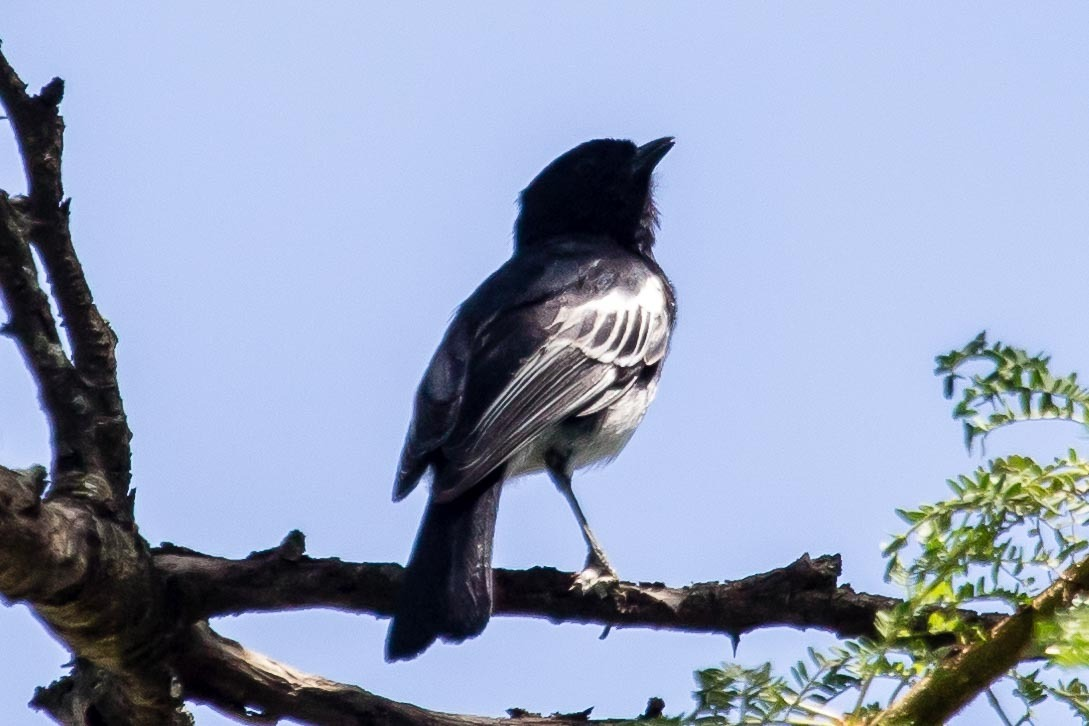
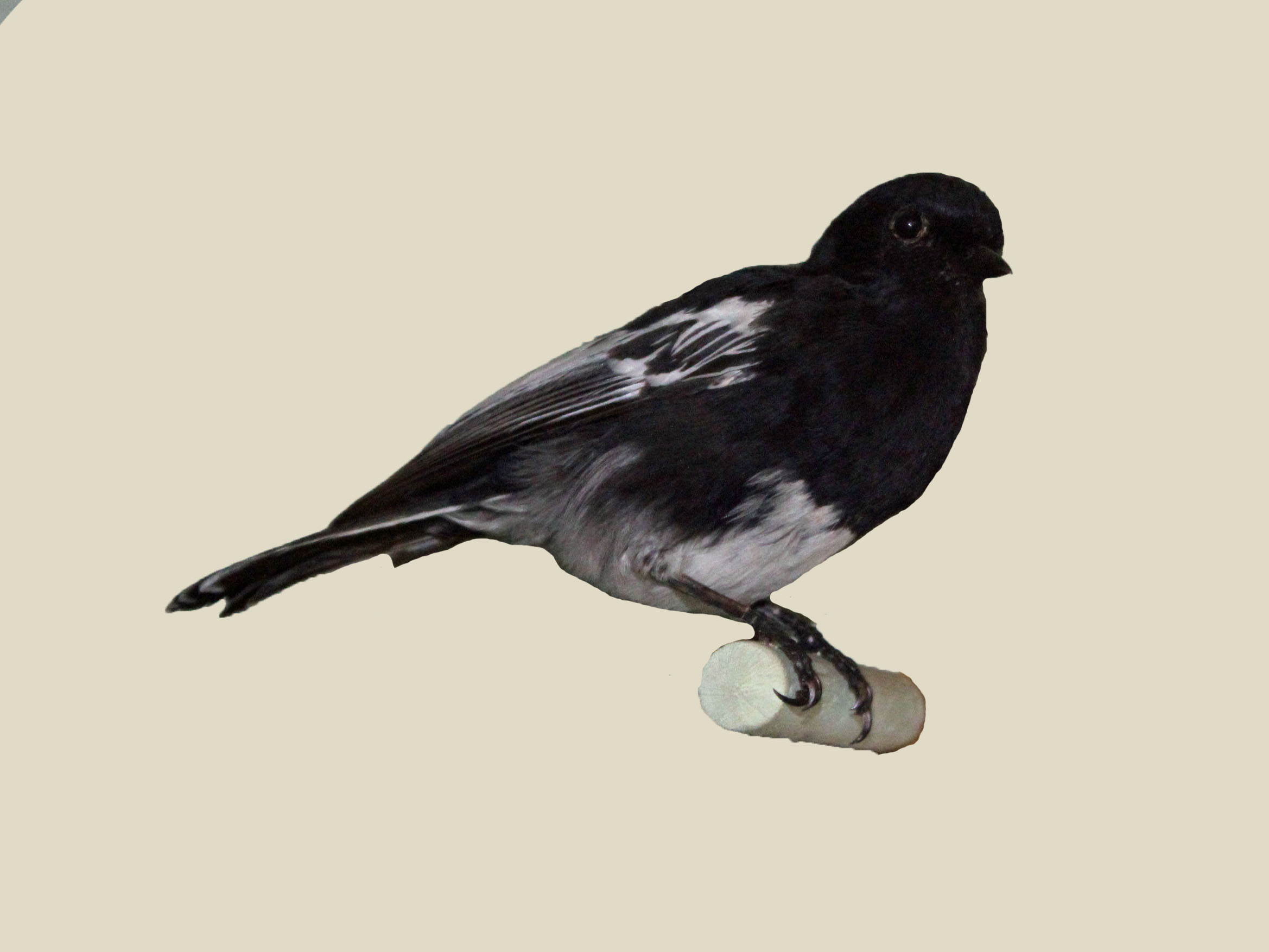
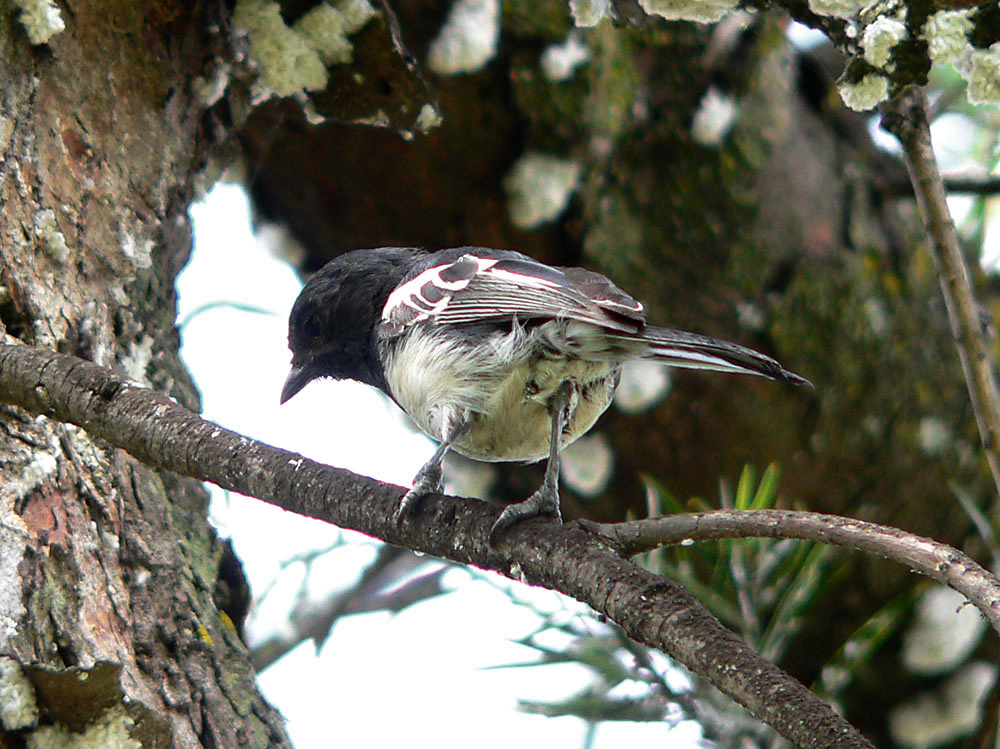